# Mandriva

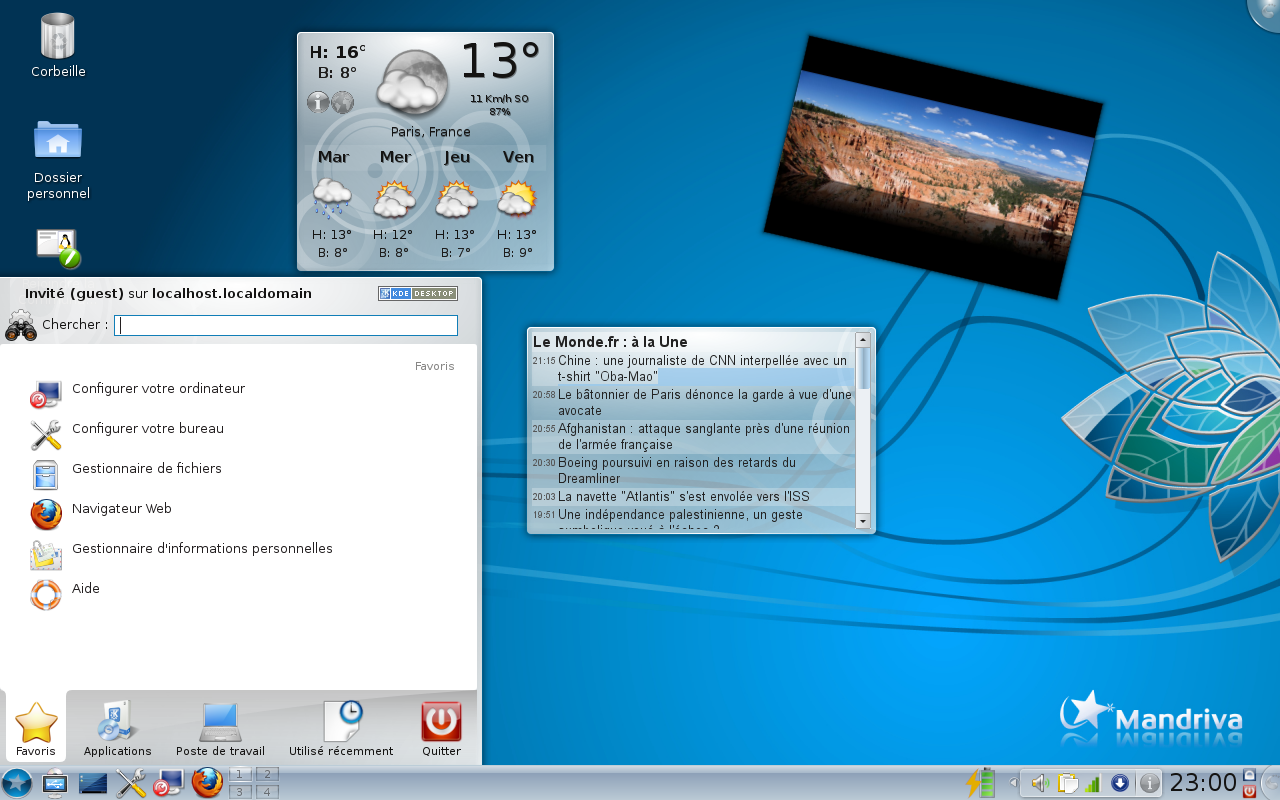
Mandriva Linux était jusqu'en 2012 le projet auquel Mandriva se consacrait le plus. Aujourd'hui cette distribution est devenue communautaire.

Mandriva SA (anciennement Mandrakesoft) est une société française créée en 1998 et liquidée en 2015, qui a édité le système d'exploitation Mandriva Linux.

## Description
Hervé Yahi a été directeur général de la société en remplacement de François Bancilhon du 4 novembre 2008 au 7 décembre 2009, date à laquelle le conseil d'administration a nommé Stanislas Bois, directeur financier, à sa place, afin d'assurer l'intérim. Il démissionne sur ordre de Stanislas Bois en mars 2010 et Arnaud Laprevote est nommé à sa place le 24 mars 2010.

## Histoire
La distribution « Mandrake Linux » est créée par Gaël Duval le 23 juillet 1998. Puis, le 22 janvier 1999, est créée l'entreprise Mandrakesoft par Jacques Le Marois, Gaël Duval et Frédéric Bastok. Le 30 juillet 2001, l'entreprise est cotée en bourse. Le prix d'introduction est de 6,20 € ; 688 480 actions nouvelles sont mises sur le marché représentant 20,28% du capital et des droits de votes après augmentation du capital. L'introduction représente un produit net de 3 783 576 euros. L'augmentation de capital et l'émission de titre vise à "élargir son offre de produits et de solutions ainsi que d'enrichir sa gamme de services traditionnels et de services en lignes".
À peine deux ans après, le cours est à 2,75 € pour une capitalisation boursière de 8,3 millions d'euros. Le 13 janvier 2003, la société est déclarée en cessation de paiements avec période d'observation d'au moins six mois. Le chiffre d'affaires s'élève à 4,7 millions d'euros pour l'année 2001-2002 (3,7 millions d'euros pour l'année 2000-2001) et une perte d'environ 4 608 000 €.
Après 14 mois d'observation, la cotation du titre Mandrakesoft sur le Marché libre (Euronext) est reprise le 8 mars 2004 et l'entreprise est définitivement sortie du redressement judiciaire par voie de continuation, et sans recapitalisation préalable le 30 mars 2004. Fin 2003, la société connaît un bénéfice de 270 000 € après avoir divisé par cinq les coûts de fonctionnement pour un chiffre d'affaires de 1,42 million d'euros.
Le 1er juillet 2004, Mandrakesoft rachète la société française de support et de service Edge-IT, puis l'éditeur Linux brésilien Conectiva le 2 février 2005.
En décembre 2004, Mandrakesoft réalise une augmentation de capital de 3,05 M€, ce qui permet de faire passer les fonds propres de −3,7 M€ à +1,94 M€, ce qui répond aux conditions d'accès sur un marché réglementé.
À la suite de la fusion avec Conectiva et des litiges avec Hearst Corporation, Mandrakesoft annonce le nouveau nom de l'entreprise, Mandriva, le 7 avril 2005.
Le 15 juin 2005, Mandriva rachète Lycoris (autrefois appelée Redmond Linux Corp), une société américaine qui développait aussi une distribution Linux dont le but était d'être simple d'emploi, à destination du grand public.
Le 5 octobre 2006, Mandriva annonce le rachat de Linbox, société française éditrice de solutions d'infrastructures informatiques.
Le 18 septembre 2010, Mageia, un fork de Mandriva, est créé, à la suite d'un désaccord entre certains ex-employés français (licenciés à la suite de la mise en faillite de la filiale Edge-IT) et la direction de la société. La distribution desktop est maintenant essentiellement développée au Brésil, les équipes européennes se concentrent sur le développement de la distribution pour serveur et sur un logiciel de gestion de parc informatique.
En 2012, Mandriva SA, avec quelques membres de la communauté d'utilisateurs, initie la création d'une association qui prendra le relais du développement de la version desktop, OpenMandriva. Elle lui transfère le code de Mandriva 2011, qui deviendra par la suite OpenMandriva Lx 2013, qui servira de base à la version Desktop de Mandriva. Mandriva choisira cependant d'utiliser Mageia comme base de sa solution serveur
La société Mandriva entre en liquidation fin mai 2015. Depuis, la distribution continue sous le nom de OpenMandriva Lx (en) ainsi que les fourches incluant Mageia et ROSA Linux.

## Informations financières
Mandriva est une société cotée en bourse, au Marché Libre sur Euronext (Paris) : FR0004159382- MLMAN
| Date          | Situation en Bourse |
| ------------- | --- |
| 2005          | L'exercice 2003-2004 s'est terminé avec un chiffre d'affaires de 5,2 M€ et un résultat net de 1,4 M€. |
| Avril 2005    | Le cours en bourse de Mandriva est valorisé autour de 7,60 €, soutenu par les bons résultats de la société et le rachat de la société Conectiva |
| Mai 2005      | Pour le premier semestre de l’exercice 2004-2005, la société a réalisé un chiffre d'affaires de 2,76 M€. |
| Août 2005     | Pour le troisième trimestre de l’exercice 2004-2005, le chiffre d'affaires est de 1,38 M€ mais la perte d'exploitation atteint 0,5 M€. La valeur de l'action oscille entre 6,5 et 6 €. |
| Décembre 2005 | La société annonce le lancement d'une augmentation de capital d'au maximum 5,5 M€, par attribution gratuite de BSA à prix d'exercice fixé à 5,25 €. Cette opération est, entre autres, destinée à rembourser les dettes résiduelles (0,9 M€) du plan de continuation mis en place à la sortie du redressement judiciaire, ce qui est un préalable au transfert de la cotation sur le marché Alternext. Mandriva mentionne également la poursuite de la stratégie de croissance externe. Le titre s'échange sous les 5,5 €. |
| Janvier 2006  | L'Autorité des marchés financiers demande à Mandriva la rédaction d'un prospectus décrivant le contexte de l'augmentation de capital, comme c'est l'usage en cas d'appel public à l'épargne. Mandriva suspend l'opération, le temps nécessaire à la rédaction du prospectus et à l'obtention du visa de l'AMF. Le titre s'approche des 5 € mais l'annonce d'un partenariat majeur avec HP pour l'Amérique du Sud lui permet de reprendre à la hausse. |
| Février 2006  | La société publie ses résultats pour l'exercice 2004-2005. Le chiffre d'affaires est en légère croissance, à 5,45 M€, mais en baisse de 6 % à base comparable (excluant les sociétés Conectiva et Edge-IT acquises en cours d'année). Le résultat d'exploitation plonge dans le rouge, à −1,1 M€, contre +0,9 un an auparavant. Le résultat net est proche de l'équilibre, mais inclut des éléments positifs non récurrents à hauteur de 1,45 M€. À la suite de cette annonce, le titre touche les 4,99 €, mais se reprend ensuite pour finir le mois à 5,63 €.                                                                                             |
| Mars 2006     | Publication des comptes du premier trimestre de l'exercice 2005-2006. À 1,59 M€, le chiffre d'affaires progresse de 10 % par rapport au premier trimestre de l'exercice précédent, mais les pertes d'exploitation se creusent, pour atteindre 0,5 M€. L'action perd 25 % de sa valeur en quelques jours, atteignant 4 €. Un rebond lui permettra de repasser légèrement au-dessus des 5 €, pour peu de temps. |
| Mai 2006      | Publication des chiffres du second trimestre de l'exercice 2005-2006. Accentuée par le coût d'un plan de restructuration, la perte d'exploitation dépasse les 0,6 M€. Le résultat net est négatif de 1,03 M€ pour le trimestre et de 1,62 M€ pour le semestre. Dans les semaines qui suivent, le cours de l'action descendra à 3 €. |
| Août 2006     | Le troisième trimestre de l'exercice 2005-2006 est en légère amélioration. Les actions mises en œuvre au début de l'année permettent au résultat d'exploitation de progresser sensiblement, puisqu'il n'est négatif que de 240 k€. Cette relative embellie est à mettre sur le compte d'une légère progression des ventes et d'une nette réduction des coûts. Néanmoins, l'équilibre n'est toujours pas atteint, et la perte nette pour l'année fiscale courante s'élève à 2 M€. Le cours de l'action ne dépassera plus 3,50 €. |
| Automne 2006  | Le 5 octobre, Mandriva annonce le rachat de l'éditeur/SSLL Linbox, pour 1,365 M€ en actions à émettre. Le 9 octobre, Mandriva annonce la clôture de l'opération BSA qui a finalement rapporté 1,586 M€, dont 1,318 M€ correspondent aux engagements pris par Jacques Le Marois et François Bancilhon. Après un nouveau plus bas en 30 mois à 2,79 € le 12 septembre, le titre rebondit jusqu'à 3,48 € le 9 novembre. |
| Décembre 2006 | En l'absence de communication sur les résultats de l'année fiscale 2005/2006 close le 30 septembre, et sans convocation de l'AGE nécessaire à la validation par les actionnaires du rachat de Linbox, le cours décroche à nouveau et touche les 2,38 € le 12 décembre. |
| Janvier 2007  | Publication des résultats de l'exercice 2005/2006. Les revenus d'exploitations sont quasi inchangés, à 6,61 M€ (+1,4 %) malgré l'intégration sur les 12 mois de Conectiva et Edge-IT. La perte d'exploitation subit un quasi doublement, dépassant les 2 M€. Le communiqué officiel ne mentionne pas Linbox. Entre le 2 et le 30 du mois, le cours de l'action passe de 2,40 € à 1,40 €. |
| Février 2007  | Publication des résultats du premier trimestre de l'exercice 2006/2007. La faillite d'un important client (BenQ) de la filiale brésilienne Conectiva explique en partie un chiffre d'affaires décevant, à 1,25 M€, assorti d'une perte d'exploitation de 370 k€. L'action touche 1,14 € au début du mois, enregistrant une baisse de plus de 60 % depuis l'annonce du rachat de Linbox. L'opération reposant initialement sur un échange d'actions, les deux entreprises annoncent suspendre temporairement le projet, bien que continuant à travailler ensemble.                                                                                           |
| Avril 2007    | Publication des résultats du second trimestre de l'exercice 2006/2007. Les revenus d'exploitation sont en baisse de 28 %, à 1,09 M€. Les dépenses n'ayant pas significativement varié, le résultat d'exploitation est fortement négatif à −0,8 M€ pour le trimestre, soit −1,17 M€ pour le semestre. Une réduction du nominal est annoncée, de 2 € à 0,30 € ainsi qu'une augmentation de capital, pour l'été 2007, principalement réservée à un nouvel investisseur, le fond OCCAM, représenté par une structure luxembourgeoise, Linlux. À la suite de ces annonces le cours touche un plus bas de 0,56 € et ne dépassera plus la barre symbolique de 1 €. |
| Août 2010     | Le cours est suspendu. |

## Litiges
Dans le procès qui l'opposa début 2000 à Hearst Holdings et King Features Syndicate Inc, propriétaires de la marque Mandrake le Magicien, MandrakeSoft a été condamnée en première instance par le tribunal de grande instance de Paris le 12 décembre 2003 à ne plus utiliser la marque « Mandrake » en France. La société fit appel de cette décision. Elle utilisa ensuite les marques Mandrakesoft et Mandrake linux, avant de prendre le nom de Mandriva après sa fusion avec Conectiva. Le 18 juillet 2005, un accord à l'amiable est intervenu entre les deux parties, mettant fin au litige, pour un montant non révélé.